# Phoradendron minutifolium
Phoradendron minutifolium är en sandelträdsväxtart som beskrevs av Ignatz Urban. Phoradendron minutifolium ingår i släktet Phoradendron och familjen sandelträdsväxter. Inga underarter finns listade i Catalogue of Life.